# Suphannahong National Film Awards
I Suphannahong National Film Awards (in Lingua thailandese: รางวัลภาพยนตร์แห่งชาติ สุพรรณหงส์), noto anche come Thailand National Film Association Awards, sono il principale premio dell'industria cinematografica thailandese. Viene assegnato ogni anno dalla National Federation of Motion Pictures and Contents Associations (MPC) e prende il nome dalla Suphannahong, una delle imbarcazioni reali protagoniste della Royal Barge Procession: la statuetta che viene assegnata ai vincitori replica la forma della polena dell'imbarcazione.

## Storia
La prima occasione in cui è stata assegnato come premio cinematografico una statuetta con la forma della polena del Suphannahong è stata la 23ª edizione dell'Asia-Pacific Film Festival nel 1977, ospitato in Thailandia. Da questo evento nacque l'idea di un premio thailandese. La Film Producers Association of Thailand ha poi organizzato i primi Golden Suphannahong Awards nel 1979, utilizzando lo stesso design del trofeo creato in precedenza per l'Asia-Pacific Film Festival. I Golden Suphannahong Awards si sono tenuti per un totale di sette volte, l'ultima delle quali nel 1988.
Per quattro anni non è stato assegnato alcun premio. Nel 1992 la Federation of National Film Associations (attuale MPC), ha ideato e organizzato una nuova serie di premi, noti come National Film Awards i film, utilizzando un trofeo differente, a forma di via lattea. La prima cerimonia, tenutasi il 25 gennaio 1992 e relativa ai film usciti nel 1991, si è svolta in collaborazione con l'Ufficio del Consiglio per la promozione del cinema del Primo Ministro e il dipartimento per le pubbliche relazioni del governo, e i primi premi sono stati consegnati dalla principessa Maha Chakri Sirindhorn. I premi si sono tenuti ogni anno per nove anni, ma sono stati interrotti nel 2001 poiché l'industria cinematografica thailandese ha prodotto pochi film nel 2000.
Dopo un solo anno di stop, nel 2002 la federazione ha ricominciato ad assegnare i premi ed ha adottato nuovamente la polena del Suphannahong come suo trofeo, sebbene ora ridisegnata in uno stile più moderno. I premi, ora noti come Suphannahong National Film Awards, si sono tenuti regolarmente ogni anno da allora.

## Premi
I premi vengono assegnati nelle seguenti categorie:
| - Miglior film dell'anno - Miglior regista dell'anno - Miglior attore protagonista - Miglior attrice protagonista - Miglior attore non protagonista - Miglior attrice non protagonista - Miglior sceneggiatura - Miglior risultato in cinematografia - Miglior montaggio cinematografico - Miglior montaggio e missaggio del suono | - Miglior canzone originale - Miglior colonna sonora originale - Miglior direzione artistica - Migliori costumi - Miglior trucco e acconciatura - Migliori effetti visivi - Miglior documentario |